# Валентина Каменікова
Валентина Михайлівна Каменікова, до шлюбу Вакс (20 грудня 1930, Одеса, Радянський Союз — 29 листопада 1989, Прага) — чеська піаністка та українська музична педагогиня. 
Походила з музичної родини. Під час Другої світової війни в 1941 році через єврейське походження була евакуйована до Сибіру. Навчалася і грала на фортепіано спочатку в Одесі в місцевій музичній школі, потім в Одеській консерваторії, а пізніше в Московській консерваторії у професора Генріха Нейгауза.
У 1954 році вступила в шлюб, а в 1957 році переїхала з родиною до Чехословаччини. З 1959 по 1961 рік проходила аспірантуру по класу фортепіано в Празькій академії виконавських мистецтв у професора Франтішека Рауха. З 1963 року викладала в Празькій консерваторії, а з 1970 року працювала викладачкою у Празькій академії виконавських мистецтв. У 1976 році була в журі Міжнародного конкурсу піаністів ім. Паломи О'Ші Сантандер. Вона була видатною класичною інтерпретаторкою російської музики з чудовою фортепіанною технікою і була високо оцінена критикою. Згодом вона залишила у спадок близько 50 записів.